# Georg Süßmann

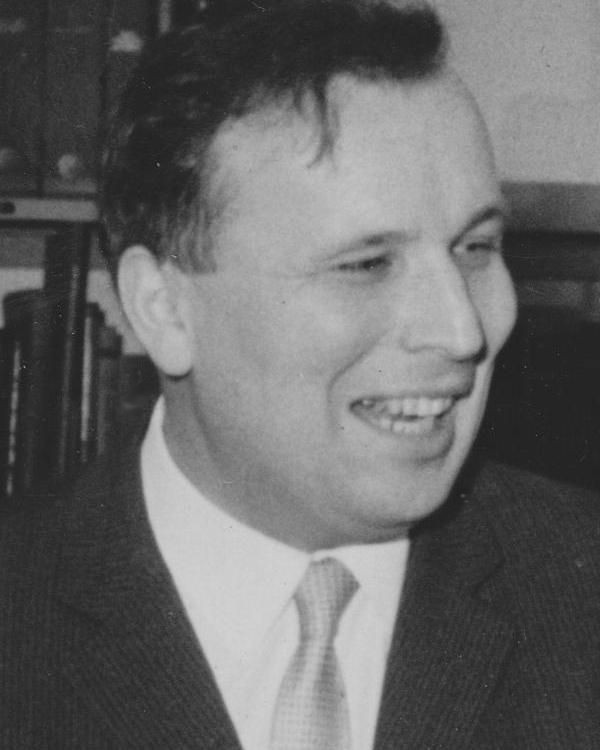
Georg Süßmann, 1966 in Göttingen bei Friedrich Hunds 70. Geburtstag

Georg Süßmann (* 1. Januar 1928 in Łódź, Polen; † 16. Mai 2017) war ein deutscher Physiker.

## Werdegang
Süßmann kam Anfang 1945 mit seinen deutschsprachigen Eltern nach Niedersachsen und begann zwei Jahre später ein Studium an der Universität Göttingen, unter anderem bei Carl Friedrich von Weizsäcker und Werner Heisenberg. Später wechselte er an die FU Berlin, wo er 1951 bei Günther Ludwig promoviert wurde. 1957 habilitierte er sich an der Ludwig-Maximilians-Universität München bei Fritz Bopp (Über den Messvorgang, Abhandlungen Bayerische Akademie der Wissenschaften 1958). Er lehrte 1958 bis 1961 in Hamburg und 1961 bis 1968 an der Johann Wolfgang Goethe-Universität Frankfurt am Main. 1968 wurde er Professor an der Universität München, wo er 1994 emeritiert wurde.
Neben theoretischer Physik (Kernphysik, Quantenoptik, Kosmologie wie Fragen der Physik des Zeitpfeils, Grundlagenfragen physikalischer Theorien und speziell der Quantenmechanik) beschäftigte er sich auch mit philosophisch-theologischen Fragen. Er war Mitherausgeber der Zeitschrift für Naturforschung, der Reports on Mathematical Physics und der Zeitschriften Areopag und International Journal of World Peace. Mit Erhard Scheibe war er auch Herausgeber einer Festschrift für Carl Friedrich von Weizsäcker.
Süßmann war Gründungsmitglied der Europäischen Akademie der Wissenschaften und Künste in Salzburg.

## Schriften
- mit Reinhard Rapp: Glaube und Naturwissenschaft, Vandenhoeck und Ruprecht, Göttingen, 5. Auflage 1981 (Quellentexte zum Religionsunterricht)
- Einführung in die Quantenmechanik, Bd. 1, BI Wissenschaftsverlag 1963
- Theoretische Mechanik, BI Wissenschaftsverlag, Mannheim 1966
- mit Dieter Mayr (Hrsg.): Space, Time and Mechanics – basic structures of a physical theory, Dordrecht, Reidel 1983 (Symposium München 1979, Einleitung von Süßmann)
- Das deutsche Uranprojekt im Zweiten Weltkrieg, in Schubert, Venanz Der Zweite Weltkrieg und die Gesellschaft in Deutschland 50 Jahre danach (Ringvorlesung an der Universität München), EOS Verlag, Erzabtei St. Ottilien 1992
- mit K. Vogel, Wolfgang Schleich, Herbert Walther: From the One-Atom Maser to Schrödinger Cats, in H. D. Doebner u. a. (Hrsg.): Classical and Quantum Systems, World Scientific 1993
- Über den Zeitfluss, in: Lorenz Krüger (Hrsg.): Physik, Philosophie und die Einheit der Wissenschaften, Spektrum Verlag 1995